# 圣维托雷奥洛纳
圣维托雷奥洛纳（義大利語：San Vittore Olona），是意大利米兰省的一个市镇。总面积4.66平方公里，人口8277人，人口密度1776.2人/平方公里（2009年）。国家统计（ISTAT）代码为015201。